# Model d'enllaç estret

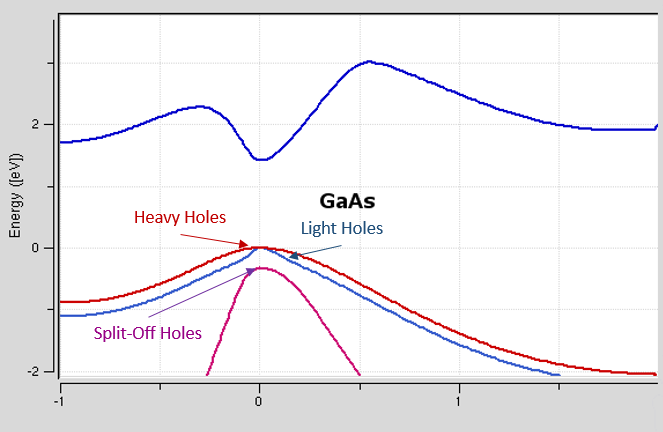
Estructura de banda de GaAs en el model d'enllaç estret, mostrant els forats pesats, forats lleugers, forats dividits.

En la física de l'estat sòlid, el model d'enllaç estret (o model TB) és un enfocament per al càlcul de l'estructura de la banda electrònica mitjançant un conjunt aproximat de funcions d'ona basades en la superposició de funcions d'ona per a àtoms aïllats situats a cada lloc atòmic. El mètode està estretament relacionat amb el mètode LCAO (métode de combinació lineal d'orbitals atòmics) utilitzat en química. Els models d'unió estreta s'apliquen a una gran varietat de sòlids. El model dona bons resultats qualitatius en molts casos i es pot combinar amb altres models que donen millors resultats quan el model d'unió estreta falla. Tot i que el model d'unió estreta és un model d'un electró, el model també proporciona una base per a càlculs més avançats com el càlcul d'estats superficials i l'aplicació a diversos tipus de problemes de molts cossos i càlculs de quasipartícules.
El nom "enllaç estret" d'aquest model d'estructura de banda electrònica suggereix que aquest model de mecànica quàntica descriu les propietats dels electrons estretament units en sòlids. Els electrons d'aquest model haurien d'estar estretament lligats a l'àtom al qual pertanyen i haurien de tenir una interacció limitada amb els estats i potencials dels àtoms del sòlid circumdants. Com a resultat, la funció d'ona de l'electró serà força similar a l'orbital atòmic de l'àtom lliure al qual pertany. L'energia de l'electró també serà més aviat propera a l'energia d'ionització de l'electró a l'àtom o ió lliure perquè la interacció amb potencials i estats dels àtoms veïns és limitada.
Encara que la formulació matemàtica de l'hammiltonià d'unió estreta d'una partícula pot semblar complicada a primera vista, el model no és gens complicat i es pot entendre intuïtivament amb força facilitat. Només hi ha tres tipus d'elements matricials que tenen un paper important en la teoria. Dos d'aquests tres tipus d'elements haurien d'estar propers a zero i sovint es poden descuidar. Els elements més importants del model són els elements de la matriu interatòmica, que simplement s'anomenarien energies d'enllaç per un químic.
En general, hi ha una sèrie de nivells d'energia atòmica i orbitals atòmics implicats en el model. Això pot conduir a estructures de bandes complicades perquè els orbitals pertanyen a diferents representacions de grups de punts. La xarxa recíproca i la zona de Brillouin sovint pertanyen a un grup espacial diferent del cristall del sòlid. Els punts d'alta simetria a la zona de Brillouin pertanyen a diferents representacions de grups de punts. Quan s'estudien sistemes simples com les reticules d'elements o compostos simples, sovint no és gaire difícil calcular els estats propis en punts d'alta simetria analíticament. Per tant, el model d'unió estreta pot proporcionar exemples agradables per a aquells que vulguin aprendre més sobre la teoria de grups.